# Pitcairnia carnososepala
Pitcairnia carnososepala là một loài thực vật có hoa trong họ Bromeliaceae. Loài này được Rauh & E.Gross miêu tả khoa học đầu tiên năm 1987.

## Hình ảnh

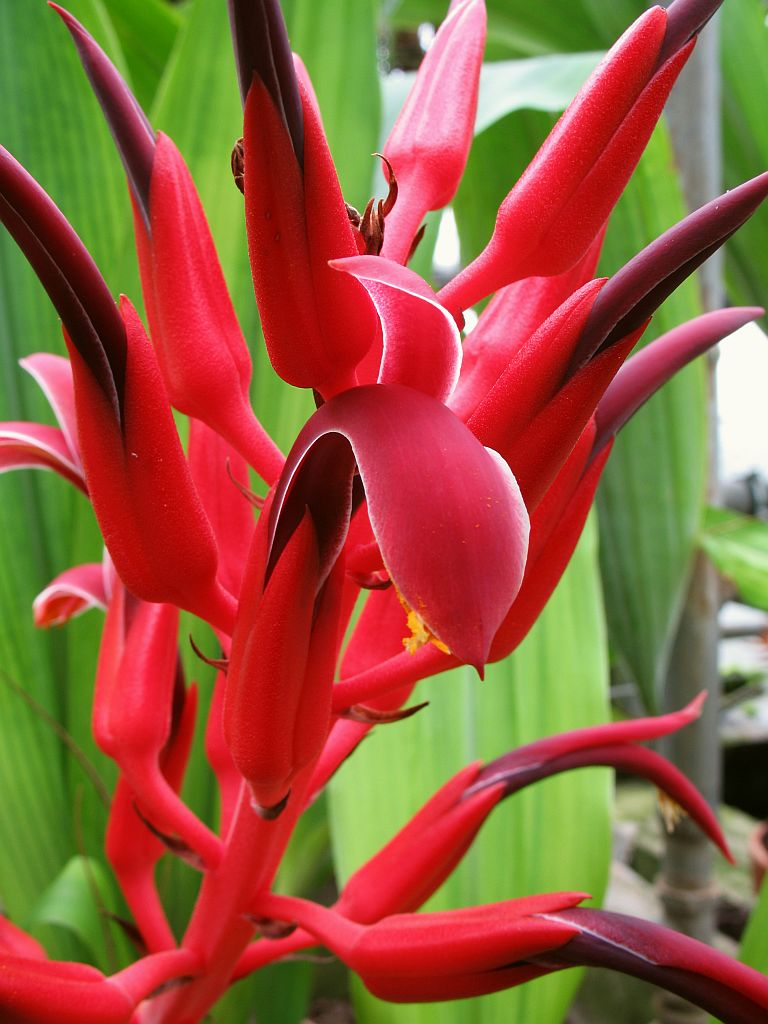
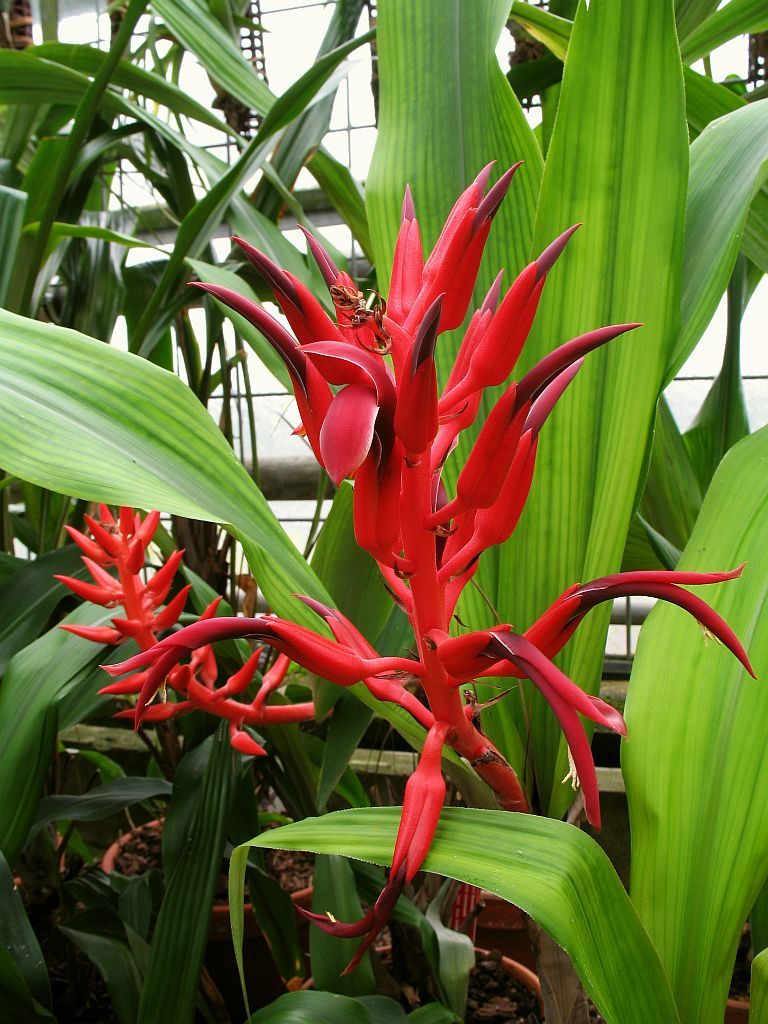
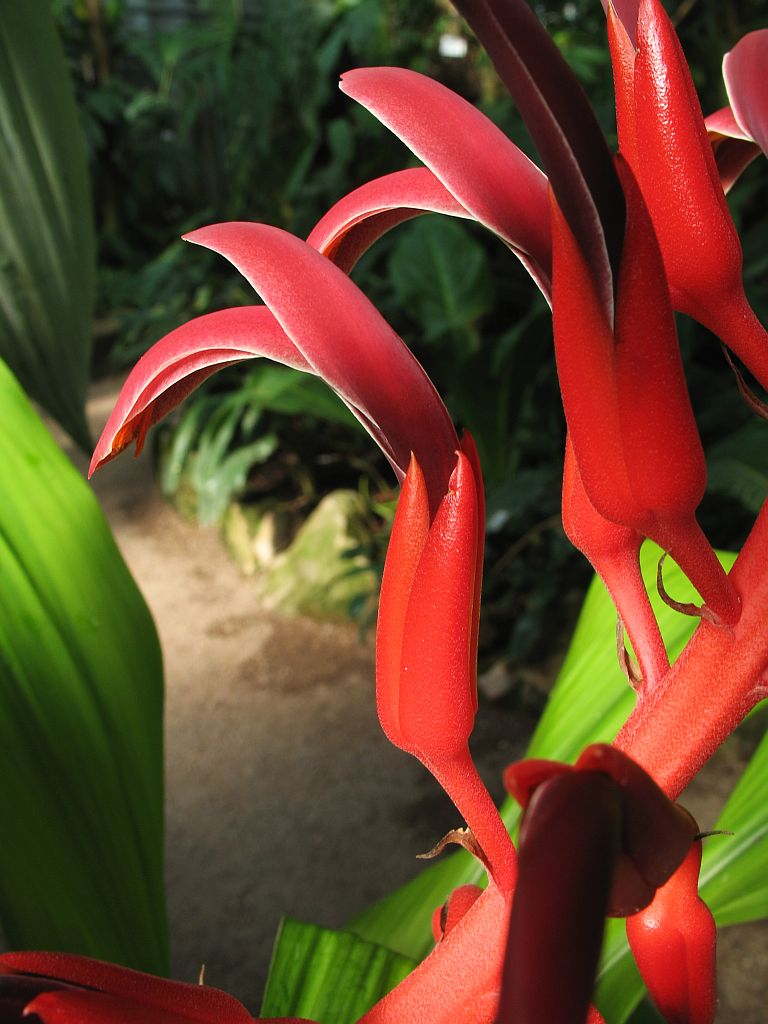
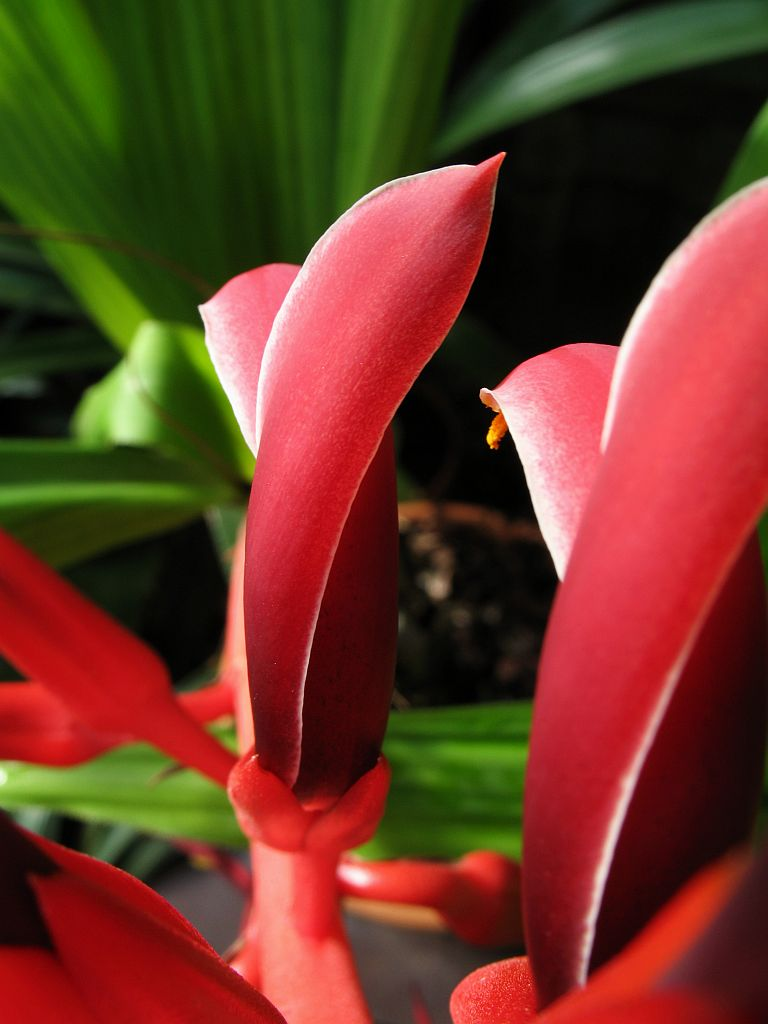